# Biała Krynica
Biała Krynica (ukr. Біла Криниця, Biła Krynycia) – wieś na Ukrainie, w obwodzie rówieńskim, w rejonie rówieńskim. Liczy 2635 mieszkańców.

## Historia
Pierwsza pisemna wzmianka o miejscowości pochodzi z 1570 roku. Wieś funkcjonowała także pod alternatywną nazwą Helesin.
W II Rzeczypospolitej wieś należała do gminy wiejskiej Równe w powiecie rówieńskim, w województwie wołyńskim. W 1921 roku liczyła 435 mieszkańców (225 kobiet i 210 mężczyzn) i znajdowało się w niej 79 budynków mieszkalnych. 349 osób deklarowało narodowość rusińską (ukraińską), 79 – polską, 7 – żydowską. 349 osób deklarowało przynależność do wyznania prawosławnego, 79 – do rzymskokatolickiego, 7 – do mojżeszowego.